# Antônio Carlos Gomes
Antônio Carlos Gomes (ur. 11 lipca 1836 w Campinas, zm. 16 września 1896 w Belém) – brazylijski kompozytor pochodzenia portugalskiego. Autor popularnych oper uznawany za twórcę brazylijskiej szkoły narodowej.
W jego twórczość brak jest większych związków z brazylijską muzyką ludową. Utwory fortepianowe (m.in. marsze i walce) i pieśni, ale również modinhas utrzymane są w stylistyce salonowej. Opery Il Guarany (jej uwertura traktowana była jako drugi hymn państwowy) i Lo Schiavo mimo wykorzystania przez twórcę z motywów muzyki brazylijskich Indian oraz czarnoskórych niewolników zostały przekształcone „w duchu obiegowej stylistyki europejskiej”. Odwrotem od tego miała być opera Fosca (uznawana za jego największe dzieło), która nie zdobyła uznania publiczności, stąd kompozytor napisał drugą jej wersję.

## Życiorys
Jego pierwszym nauczycielem muzyki był ojciec, który pełnił funkcję lokalnego kapelmistrza. W 1859 rozpoczął naukę kompozycji u J. Gianniniego w konserwatorium w Rio de Janeiro, podczas której został zachęcony do pisania oper w stylu włoskim. Sukcesy w tej dziedzinie sprawiły, iż otrzymał od cesarza Piotra II stypendium, które pozwoliło mu rozpocząć w 1865 naukę w Mediolanie u Laura Rossiego. Popularność we Włoszech opery Il Guarany (Giuseppe Verdi uznał ją za „dzieło geniusza”) sprawiła, że zamieszkał w tym kraju na wiele lat. W tym czasie jego dzieła wystawiane były również w Brazylii, do której odbył w 1880 podróż przez Recife i Salvador. Jej efektem było stworzenie opery Lo Schiavo, której tematyka dotyczy brazylijskiego niewolnictwa. Upadek cesarstwa doprowadził do utraty przez Gomesa pozycji cesarskiego protegowanego.  Zmarł niedługo po objęciu kierownictwa nad uczelnią muzyczną w Belém.

## Lista oper
Opracowano na podstawie materiału źródłowego:
| Tytuł              | Autor libretta                                                           | Miejsce premiery                                     | Data premiery                                |
| ------------------ | ------------------------------------------------------------------------ | ---------------------------------------------------- | -------------------------------------------- |
| A noite do Castelo | Fernando Reis                                                            | Rio de Janeiro                                       | 1861                                         |
| Joanna de Flandres | Salvador de Mendonça                                                     | Rio de Janeiro                                       | 1862                                         |
| Se sa minga        | Antonio Scalvini                                                         | Mediolan                                             | 1867                                         |
| Nella luna         | ?                                                                        | Treść komórki                                        | 1868                                         |
| Il Guarany         | Antonio Enrico Scalvini, Carlo d'Ormeville wg O Guarani José de Alencara | Mediolan                                             | 1870                                         |
| Fosca              | Antonio Ghislanzoni                                                      | - pierwsza wersja: Mediolan - druga wersja: Mediolan | - pierwsza wersja: 1873 - druga wersja: 1878 |
| Salvator Rosa      | Antonio Ghislanzoni                                                      | Genua                                                | 1874                                         |
| Maria Tudor        | Emilio Praga wg Victora Hugo                                             | Mediolan                                             | 1879                                         |
| Lo Schiavo         | Rodolfo Raravicini                                                       | Rio de Janeiro                                       | 1889                                         |
| Condor             | Mario Canti                                                              | Mediolan                                             | 1891                                         |